# سلنید نقره (I)
سلنید نقره(I) (به انگلیسی: Silver(I) selenide) با فرمول شیمیایی Ag۲Se یک ترکیب شیمیایی است. که جرم مولی آن ۲۹۴٫۷ g/mol می‌باشد. 